# Azerat (Dordogne)
Azerat is een gemeente in het Franse departement Dordogne (regio Nouvelle-Aquitaine) en telt 409 inwoners (1999). De plaats maakte deel uit van het arrondissement Périgueux. Na de aanpassing van de arrondissementsgrenzen vanaf 2017 door het arrest van 30 december 2016 behoort zij tot het arrondissement Sarlat-la-Canéda.

## Geografie
De oppervlakte van Azerat bedraagt 20,4 km², de bevolkingsdichtheid is 20,0 inwoners per km².

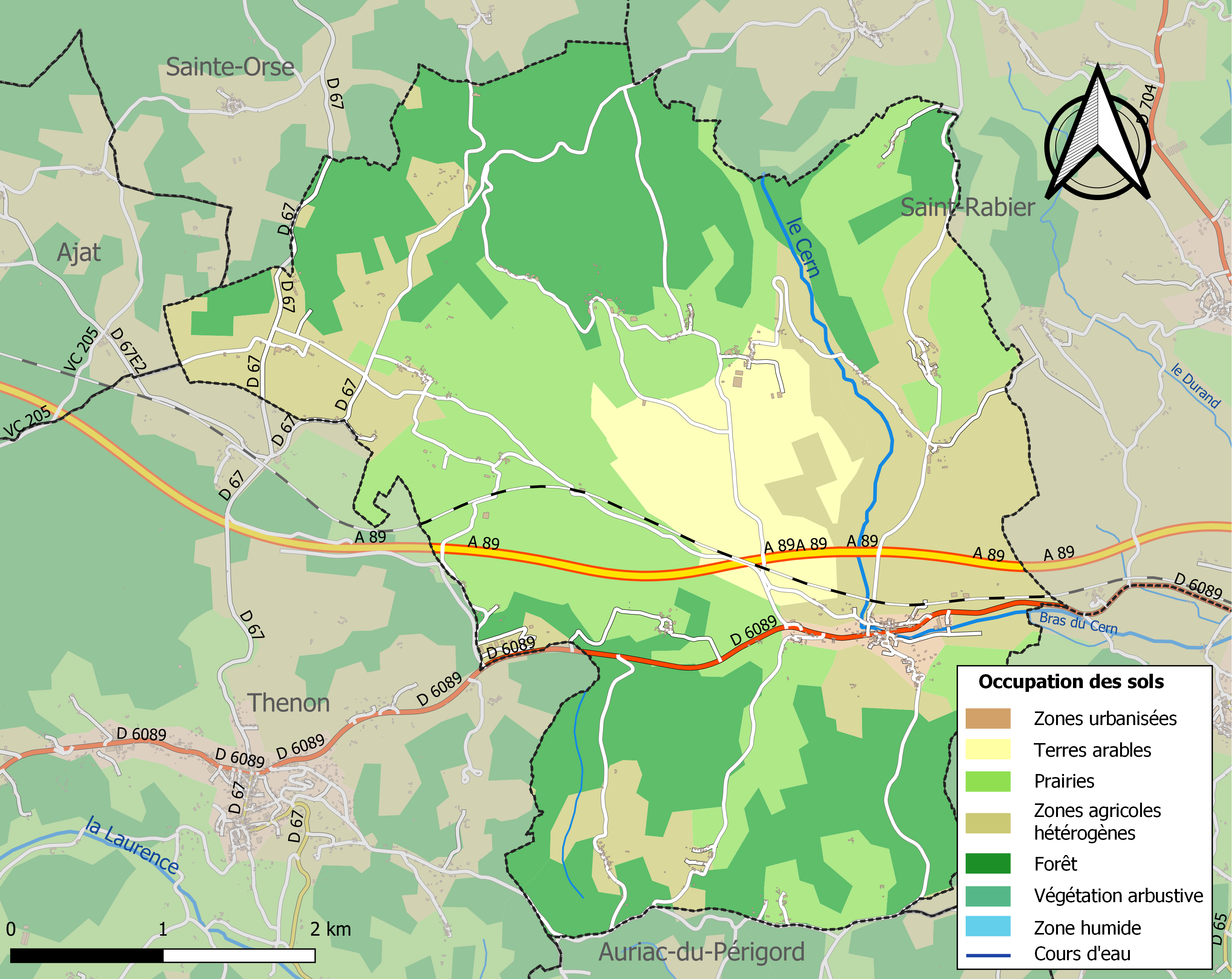
Kaart van de gemeente met de belangrijkste infrastructuur, bodemgebruik en omliggende gemeenten

## Demografie
Onderstaande figuur toont het verloop van het inwonertal (bron: INSEE-tellingen).